# Sakakawea (32ME11)
Sakakawea var en mellemstor by af jordhytter ved Knife River, North Dakota, der var hjemsted for awatixa-hidatsaerne fra ca. 1795 til 1834.:90  Den var den ene af ”De fem byer” tæt ved Missouri River, som tilsammen udgjorde et centrum for meget af byttehandelen på den nordlige prærie. :15 
Byen har fået sit navn efter den tilfangetagne shoshone-kvinden Sakakawea (staves også Sacagawea),:47  som levede der og hjalp Lewis og Clark-ekspeditionen som guide.:341  På mandanen Sitting Rabbits kort fra 1907 omtales byen som Mountain Village; der gives ingen forklaring på navnet.:159 
Arealet med Sakakawea er en del af Knife River Indian Villages National Historic Site med stisystemer langs Knife River samt et museum.

## Byen og omegnen
Jordhytterne og forrådsgruberne med majs i Sakakawea lå beskyttet bag en palisade.:42  I 1797 talte David Thompson 52 hytter i byen,:87  mens den bestod af omkring 60 boliger i 1806:89  og omkring 40 i 1834.:94  Køkkenmøddinger fulde af kasserede stumper og rester af europæisk fremstillede produkter tydeliggør byens sene grundlæggelse og brede kontakt til omverdenen.:19  Indbyggerne tog visse steder jord til reparation af jordhytterne, hvilket resulterede i huller og fordybninger tæt på den indvendige side af palisaden.:93 
Kvinderne dyrkede majs, bønner og andre afgrøder i nærheden af byen, mens der både vest og nord for den lå begravelsespladser. :93  Mellem disse og byen gik der trampede stier.:28 
Tre hundrede meter syd for Sakakawea lå resterne af awatixaernes gamle by, Lower Hidatsa, som de havde forladt omkring 1781 efter at være blevet ramt af en koppe-epidemi. De mellemliggende år havde de tilbragt sammen med nogle hidatsa propers i Rock Village, omkring 25 kilometer mod nordvest.:19  Fra Sakakawea gik der en sti ned mod nabobyen Amahami,:28  mens hidatsaernes hovedby, Big Hidatsa, lå tre kilometer højere oppe ad Knife River. Mandan-byerne Deapolis og Black Cat lå omkring syv kilometer sydpå og var de sidste to af ”De fem byer” tæt på Missouri River.:12 
Fra sidst i 1822 til hen i august 1823 lå handelsstationen Fort Vanderburgh omkring fem kilometer nord for Sakakawea og på den anden side af Big Hidatsa.:56  Handelsstationen Sublette and Campbell’s Trading House blev opført ret tæt ved Big Hidatsa i efteråret 1833,:65  men den lukkede allerede i juni året efter.:66  Da eksisterede Sakakawea ikke mere efter at være blevet stukket i brand af siouxer nogle måneder tidligere.:17 
Sakakaweas jordhytter stod tomme i den allerkoldeste tid, hvor indbyggerne opholdt sig i en vinterby et sted i Missouri Rivers skovklædte floddale.:61 

## Glimt af byens historie
De første år havde Sakakawea en blandet befolkning af overvejende mandaner og blot halvt så mange awatixa-hidatsaer.:12  Pelsopkøbere fra Canada fandt med mellemrum vej ned til Sakakawea og de andre byer ved Missouri River.:Table 1 
Senest i 1804 var byens største befolkningsgruppe awatixaerne.:19  Indbyggerne fik et bedre kendskab til det officielle USA, da Lewis og Clark-ekspeditionen holdt til tæt ved mandan-byerne gennem vinteren 1804-1805.:88 
Både George Catlin,:7  Maximilian zu Wied og Karl Bodmer besøgte byen,:1  inden den blev angrebet og stukket i brand i 1834. De husvilde indbyggere lader til kortvarigt at være flyttet ind hos mandanerne,:17  for siden at søge op til Big Hidatsa.:96 
En kort periode mellem 1834 og 1844 prøvede de muligvis enten at genopbygge Sakakawea, ty til Rock Village igen:125  eller at holde til i Taylor Bluff klos op ad Big Hidatsa.:133 